# Simona Minisini
Simona Minissini, italijanska plesalka
Je aktualna italijanska državna prvakinja v orientalskih plesih in evropska podprvakinja.

## Biografija
Izvira iz Palmanove. Kot otrok je začela z umetnostno gimnastiko in nato nadaljevala z umetnostnim kotalkanjem pri katerem je dosegla  odlične rezultate na državnih tekmovanjih.Zelo kmalu se je začela udeleževati plesnih tečajev vseh vrst plesov.Nato se je  preusmerila k latinsko-ameriškim in karibskim plesom. Zadnja leta pa so njena najljubša zvrst orientalski plesi. Izpopolnjevala se je pri številnih tujih pedagogih tako doma kot v tujini. Trenutno poučuje pri Sunshine clubu v Palmanovi in številnih drugih plesnih društvih v deželi Furlaniji-Juliski krajini.